# Fuerzas Especiales
Pour les articles homonymes, voir FES.

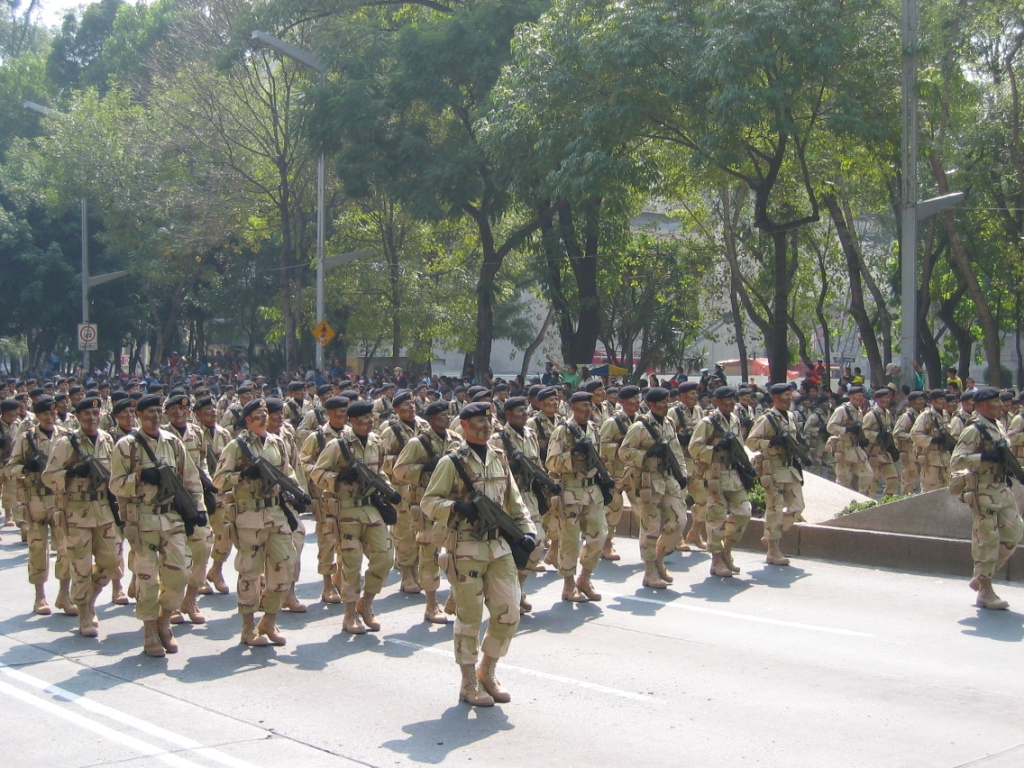
Défilé d'un détachement en 2013.

Les Fuerzas Especiales (FES, en français : « Forces spéciales ») est une unité d'opérations spéciales de la marine mexicaine qui a été officiellement créée à la fin de 2001. Sa devise est Fuerza, Espíritu, Sabiduría (« Force, esprit, sagesse »).

## Historique
Son origine réside dans le bataillon de parachutisme de Marine, au début des années 1990. L'unité a pour mission de mener des opérations amphibies spéciales afin de protéger les intérêts maritimes du pays.

## Organisation
Le groupe est composé de 460 membres répartis en deux groupes de 230 membres pour chaque Force Navale (Pacifique et Golfe du Mexique/Atlantique).

## Formation
La formation des forces spéciales s'effectue sur 53 semaines. Ces forces sont capables de mener des guerres non conventionnelles dans l'air, mer et terre, en utilisant tous les moyens de l'infiltration à la disposition, de développer l'exploitation de ces incursions avec l'utilisation de techniques de plongée militaire, parachutisme, descente verticale, combat en milieu urbain, tireur embusqué et utilisation d'explosifs.
Ce sont des unités organisées, entraînées et équipées pour fonctionner de façon indépendante dans le domaine maritime, lacustre, fluvial ou terrestre. 
Pour remplir leurs missions attribuées à l'unité, les membres reçoivent une formation spécialisée dans les domaines suivants: 
- Opérations spéciales
- Reconnaissance
- Recherche et sauvetage
- Technique de combat surface
- Technique anti-aérienne
- Technique amphibie
- Technique minages/déminages
- Renseignement militaire
- Soutien des forces navales
- Logistique sol/air

## Équipement
- M16
- M4
- FN P90
- HK UMP
- PSG-1
- M249 SAW